# Glavoč Bellotijev
Glavoč Bellotijev ili glamac Belotijev (lat. Gobius ater) riba je iz porodice glavoča (lat. Gobiidae), najveće porodice u ribljem svijetu. Ovaj glavoč se kod nas još naziva i Balearski glavoč. Ovo je nova vrsta u Jadranskom moru, nije posojala na popisu iz 1996. Naraste samo do 7,1 cm, tijelo mu je prekriveno ljuskama, smeđe je boje, a prva leđna peraja ima blijedi gornji rub. Živi među travom, u zaklonima, u zaljevima i zaštićenim predjelima. Smatra se da se hrani mikroorganizmima životinjskog porijekla. 

## Rasprostranjenost
Bellotijev glavoč živi samo u Mediteranu, i to oko Baleara i Lionskom zaljevu. U novije vrijeme je zabilježen i oko Sardinije i u Jadranu.

## Vanjske poveznice
|  | Wikivrste imaju podatke o taksonu Gobius ater |